# Лядов, Григорий Григорьевич
Григорий Григорьевич Лядов (1921—1944) — капитан Рабоче-крестьянской Красной Армии, участник Великой Отечественной войны, Герой Советского Союза (1944).

## Биография
Григорий Лядов родился 5 декабря 1921 года в селе Красная Слудка (ныне — Добрянский район Пермского края). Окончил среднюю школу в Перми. В 1939 году Лядов был призван на службу в Рабоче-крестьянскую Красную Армию. В 1940 году он окончил Челябинское военное авиационное училище лётчиков-наблюдателей. С октября 1941 года — на фронтах Великой Отечественной войны.
К апрелю 1944 года капитан Григорий Лядов был старшим лётнабом 511-го отдельного разведывательного авиаполка 5-й воздушной армии 2-го Украинского фронта. К тому времени он совершил 115 боевых вылетов на воздушную разведку ближних и дальних целей. Особо отличился во время разведки немецкой обороны на западном берегу Днепра перед советским наступлением. 31 мая 1944 года Лядов погиб в бою. Похоронен в селе Сингурены (с 1966 по 1991 село было объединено с Корлатенами и носило название Лядовены) Рышканского района Молдовы.
Указом Президиума Верховного Совета СССР от 26 октября 1944 года за «образцовое выполнение боевых заданий командования на фронте борьбы с немецкими захватчиками и проявленные при этом мужество и героизм» капитан Григорий Лядов посмертно был удостоен высокого звания Героя Советского Союза. Также был награждён орденами Ленина, Красного Знамени и Отечественной войны 1-й степени, рядом медалей.

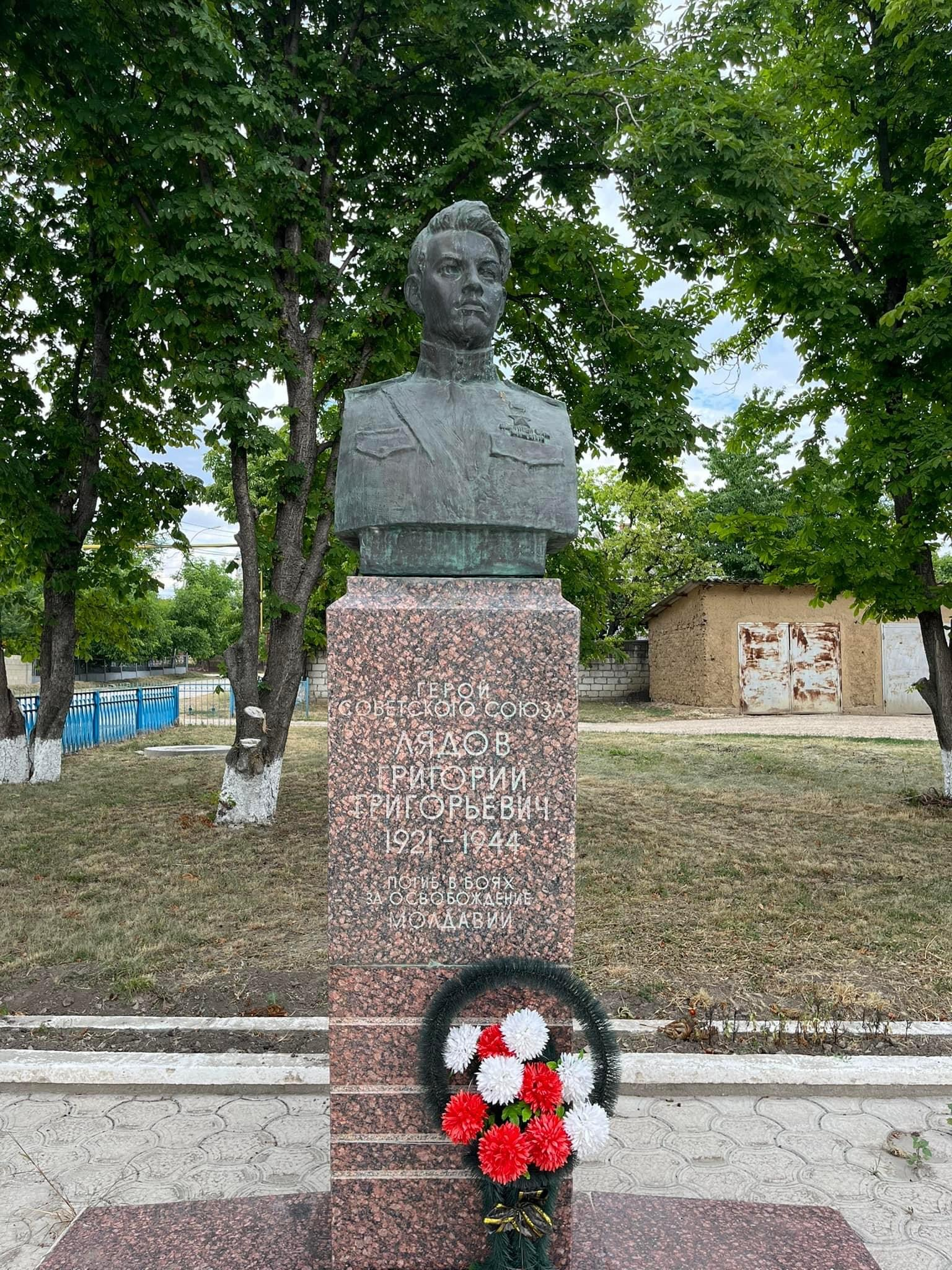
Памятник Григорию Лядову в Сингуренах, напротив мэрии села Сингурены

Бюст Лядова установлен в Лядовенах и в его честь назван Международный Аэропорт Бельцы-Лядовены. В его честь названа улица в Красной Слудке. Также в его честь названа улица в пгт Петровка Ивановского района Одесской области (где долгое время базировался 511-й Ясский орденов А.Невского и Б.Хмельницкого отдельный разведывательный авиационный полк 24 ВА ВГК).